# Kameanohirka, Jmerînka
Kameanohirka (în ucraineană Кам`яногірка) este localitatea de reședință a comunei Kameanohirka din raionul Jmerînka, regiunea Vinnița, Ucraina.

## Demografie
Componența lingvistică a localității Kameanohirka
     Ucraineană (99,43%)
     Alte limbi (0,43%)
Conform recensământului din 2001, majoritatea populației localității Kameanohirka era vorbitoare de ucraineană (99,43%), existând în minoritate și vorbitori de alte limbi.